# Salasaca spinea
Salasaca spinea är en fjärilsart som beskrevs av Frederick H. Rindge 1983. Salasaca spinea ingår i släktet Salasaca och familjen mätare. Inga underarter finns listade.